# Irakli Turmanidze
Irakli Turmanidze (in georgiano ირაკლი თურმანიძე?; Kobuleti, 13 dicembre 1984) è un sollevatore georgiano.

## Palmarès
- Olimpiadi

Rio de Janeiro 2016: bronzo nei +105 kg.
- Europei

Adalia 2012: bronzo nei +105 kg.
Tbilisi 2015: oro nei +105 kg.
Batumi 2019: argento nei +109 kg.